# Морейра, Максимилиано
Максимилиа́но Море́йра Роме́ро (исп. Maximiliano Moreira Romero; 11 июня 1994, Мальдонадо) — уругвайский футболист, защитник австрийского клуба «Аустрия» Клагенфурт.

## Биография

### Клубная карьера
Воспитанник уругвайского «Насьоналя». За основной состав команды в 2013 году сыграл 4 матча в чемпионате страны и 1 на групповой стадии Кубка Либертадорес. В 2014 году выступал в аренде за «Хувентуд Лас-Пьедрас», за который сыграл 8 матчей в высшей лиге. В 2015-16 годах не выступал на профессиональном уровне и вернулся в футболу в 2017 году, отыграв два сезона за команды «Уракан» и «Рентистас» во второй лиге Уругвая. Летом 2018 года Морейра подписал контракт с клубом второй лиги Австрии «Аустрия» Клагенфурт. В сезоне 2020/21 вместе с клубом занял третье место в лиге и в результате стыковых матчей добился выхода в Бундеслигу.

### Карьера в сборной
В составе сборной Уругвая до 17 лет стал финалистом юношеского чемпионата мира 2011, на котором сыграл 6 матчей (включая финальный) и забил 1 гол.